# Косаревська Анастасія Савеліївна
Анастасія Савеліївна Косаре́вська (24 квітня 1918, Старий Орлик — 26 травня 1993, Київ) — українська скульпторка і педагогиня; членкиня Спілки радянських художників України з 1959 року.

## Біографія
Народилася 24 квітня 1918 року в селі Старому Орлику (нині село Придніпрянське Полтавського району Полтавської області, Україна). Протягом 1938—1940 років працювала в Управлінні Південно-Донецької залізниці. 1951 року закінчила Київський художній інститут, де навчалася у Михайла Лисенка, Льва Муравіна.
Упродовж 1951—1973 викладала скульптуру в Київській художній школі. Мешкала в Києві в будинку на вулиці Димитрова, № 6, квартира № 48. 
Дружина архітектора Івана Косаревського, мати живописця Костянтина Косаревського.
Померла у Києві 26 травня 1993 року.

## Творчість
Працювала в галузях станкової, монументальної та декоративної скульптури, медальєрного мистецтва, кераміки. Серед робіт:
скульптура
- барельєф Миколи Гоголя (1953);
- «За владу рад» (1954, Білоцерківський краєзнавчий музей);
- «У ланці Героя Соціалістичної Праці Ганни Кошової» (1955—1956);
- «Ганна Кошова» (1956);
- «Учителька» (1960);
- «А ти, моя Україно, безталанна вдово!..» (1961);
- «На діяльність Тараса Шевченка» (1961);
- «Така її доля (Моя мати)» (1964);
- «Бетонниця» (1967).

кераміка
- «Вітаю хлібом»;
- «Збирання винограду»;
- «Кобзар»;
- «Бандуристка»;
- «Вчителька»;
- «Вишивальниця»;
- «Замріяна»;
- «Подружки» (1973);
- «Пісня про кохання» (1984);
- «Мамай» (1985).

Створила серію декоративних тарелей «Бережи природу» (1979); авторка медалі «Євген Адамцевич» (1984).
Брала участь у республіканських та всесоюзних виставках з 1952 року.